# 碧南市立新川中学校
碧南市立新川中学校（へきなんしりつ しんかわちゅうがっこう）は、愛知県碧南市新川町にある公立中学校。1947年4月1日創立。
『碧南市史 第三巻』が刊行された1974年時点の学級数は30クラス、生徒数は1210人。2017年度時点の学級数は16クラス、生徒数は439人。

## 沿革
- 1947年（昭和22年）4月1日 創立
- 1947年（昭和22年）4月18日 碧南市立新川小学校の教室を使用して開校
- 1948年（昭和23年）12月 碧南市立新川小学校の敷地内に校舎竣工
- 1952年（昭和27年）3月 現在地に校舎新築移転
- 1958年（昭和33年）8月 鉄筋造3階建校舎を新築

## 学区
- 碧南市立新川小学校の学区[3]
  - 相生町、明石町、浅間町、籠田町、金山町、久沓町、新川町、住吉町、千福町、田尻町、鶴見町、西山町、浜尾町、東山町、踏分町、堀方町1丁目・2丁目、松江町、丸山町、山神町、山下町、六軒町

## 出身者
- 鈴木武 - 元トヨタファイナンシャルサービス社長